# Hannes Müller
Pour les articles homonymes, voir Müller.
Hannes Müller est un joueur de hockey sur gazon allemand évoluant au poste de milieu de terrain au Uhlenhorster HC et avec l'équipe nationale allemande.

## Biographie
Hannes est né le 18 mai 2000 à Köthen.

## Carrière
Il a été appelé en équipe nationale en 2021 pour concourir à la Ligue professionnelle 2020-2021.

## Palmarès
- : 1er à l'Euro U21 en 2019
- : 3e à la Coupe du monde U21 en 2021
- : 3e à l'Euro U21 en 2017